# Санту-Андре-де-Вагуш
Санту-Андре-де-Вагуш (порт. Santo André de Vagos) — район (фрегезия) в Португалии, входит в округ Авейру. Является составной частью муниципалитета Вагуш. Находится в составе крупной городской агломерации Большое Авейру. По старому административному делению входил в провинцию Бейра-Литорал. Входит в экономико-статистический субрегион Байшу-Воуга, который входит в Северный регион. Население составляет 2051 человек. Занимает площадь 12,44 км².